# Na klancu (film)
Na klancu je slovenski celovečerni dramski film iz leta 1971, posnet po istoimenskem romanu Ivana Cankarja. 
Je celovečerni prvenec režiserja Vojka Duletiča, prva produkcija distribucijskega podjetja Vesna film in prva celovečerna ekranizacija kakega Cankarjevega dela. Pobudo za film je dal Duletič, ki je napisal scenarij in snemalno knjigo ter izbral glavno igralko.

### Zgodba
Dogajanje je postavljeno na konec 19. in začetek 20. stoletja. Šivilja Francka sanjari o boljšem življenju. Mož in krojač Tone jo zapusti, njuni otroci propadejo.

## Produkcija

### Financiranje
Načrtovali so proračun v višini 120 milijonov starih dinarjev. Denar sta prispevala Sklad za pospeševanje proizvodnje in predvajanja filmov in Občina Ljubljana Vič-Rudnik (milijon starih dinarjev). Pokrovitelj je bila Ljubljanska banka.

### Snemanje
Snemali so leta 1970 v Ljubljani, na Bledu in okolici ter na Vrhniki. Notranjost filmske hiše je bila posneta za blejsko cerkvijo, na Riklijevi 13. Zunanji posnetki so nastali v blejskem vintgarju, Ribnem in Selu ter na železniških postajah Bled-Jezero in Bohinjska Bela. Na Vrhniki so snemali na Cankarjevem klancu in v Cankarjevem muzeju. Porabili so 32 snemalnih dni in končali avgusta. Dve tretjini filma so posneli v barvah, eno tretjino pa v črnobeli tehniki na sivi podlagi. Konec snemanja so načrtovali za sredo avgusta, konec produkcije za začetek decembra, premiero pa za 20. december.

### Igralci in tehnična ekipa
Nastopila je tudi skupina nekdanjih igralcev kranjskega gledališča. Tehnična ekipa je bila iz sarajevskega Bosna-filma.

### Glasba
Skladatelj med snemanjem še ni bil izbran. Duletič je dejal, da je iz glasbene skrinje v Starih Fužinah izbral dve skladbi, stari osemdeset let in da išče skladatelja, ki bo pripravljen obdelati stari temi in ju prilagoditi ritmu in ideji filma. Dogovarjal se je z dvema komponistoma. Glasba iz filma je bila izdana leta 1971 na vinilki založnika Helidon.

## Ustvarjalci o filmu
Za Vojka Duletiča je bil kratki film Podobe iz sanj predpriprava. Cankarja je izbral, da bi skozi njega izčistil svoje življenjske izkušnje in obračunal s preteklostjo. Po njegovem mora človek skozi iluzije priti do spoznanja, da sam upravlja s svojo usodo in nekaj desetletij stara pisateljeva misel se mu je zdela še dovolj aktualna za reintepretacijo. Menil je, da je v filmu dovolj informacij za tujega gledalca in da je film dovolj komunikativen za slovensko publiko. Z izmenjavo barvnih in črnobelih sekvenc je hotel ujeti svet realnosti na eni in svet iluzij na drugi strani.

## Zasedba
- Štefka Drolc: Francka
- Janez Bermež: mož Tone
- Ivan Jezernik: sin Tone
- Tone Kuntner: sin Lojze
- Lučka Drolc - Uršič: hči Francka
- Ančka Levar: Franckina mati
- Maks Bajc: čevljar
- Zlatko Šugman: pisar
- Sava Sever: kmetica
- Marijana Brecelj: gospodična
- Boris Kralj: slikar
- Jože Zupan: Tonetov oče

## Ekipa
- montaža, scenografija, scenarij in režija: Vojko Duletič
- fotografija: Mile de Gleria
- glasba: Jože Privšek
- kostumografija: Mija Jarc in Marija Kobi
- maska: Berta Meglič

## Odziv kritikov in gledalcev

### Predvajanje in obisk v kinu
27. januarja 1971 je film dobil dovoljenje za javno predvajanje s soglasno podporo članov republiške komisije za pregled filmov. Dan kasneje je bil predstavljen v Cankarjevem domu na Vrhniki. Ljubljansko premiero je imel 29. januarja v kinu Union, na redni spored pa je prišel dan kasneje v kinu Komuna, kjer je do 11. februarja nabral nekaj čez 20.000 gledalcev.

### Kritike
Filmski režiser Vasko Pregelj je napisal, da je film dober, da Cankar kot vir navdiha ni zastarel in da se statična igra zlije z okoljem kot del prozaičnega inventarja. Bilo mu je všeč, da je Duletič ustvarjal izven gledališkega koncepta s pomočjo dobre glasbe in fotografije. Črnobela realnost in barvni svet sanj se mu nista zdela dovolj različna, da bi ustvarila primarno tragičnost resničnega sveta in občutek raznolikosti. Menil je, da je Duletiča oviralo vprašanje, koliko biti zvest literarni predlogi in da bi moral ustvarjalec tvegati nezadovoljstvo z neodvisno filmsko interpretacijo.
Dušana Pirjevca je zmotilo, da zaradi ustvarjalnega postopka gospodarski propad Franckine družine, ki je za zgodbo zelo pomemben, ni dovolj jasno prikazan. Podobno je očital prizoru umiranja njenega mlajšega sina, ki je samo igra mišic in fotografija telesa. Menil je, da se bi se lahko dovolj ljudi identificiralo s sentimentalnostjo, kar pa je odvisno od živosti Cankarjevega mita. Spomnil je na nedavno prepoved Maškarade, ki je po njegovem pustila nekaj moralnega mačka in menil, da bi bilo preveč lepo, ko uspešnega Duletičevega filma ne bi uporabili za prikrivanje absurda, ki se imenuje cenzurna komisija.
Rapa Šuklje je napisala, da je Na klancu v suši slovenskega filma kot zdrav poletni dež in da z ambicioznostjo potisne svoje pomanjkljivosti v ozadje. Opazila je, da ima film za prvenec značilne prednosti in pomanjkljivosti ter da s svojim perfekcionizmom ne dopušča nobene ambivalentnosti, večplastnosti in zunanje interpretacije. Zaradi tega se ji je Francka, ki je bila ustvarjena tudi po drugih Cankarjevih opisih matere, zdela poedinska, tako kot njena usoda. Všeč ji je bilo, da se Duletič ne drži Cankarjevega besedila, ampak uporablja vizualna izrazna sredstva ter da se od realističnega Cankarja umakne tudi s sanjsko kvaliteto, ki ponazarja Franckino ujetost, ki govori nekaj vrednega in veljavnega o človeški kondiciji. Še posebej prizori v drugi polovici so se ji vtisnili v spomin. Menjava barvnih in črnobelih sekvenc je po njenem dalo čvrsto filmsko tkivo ubranega ritma in krepke, čeprav linearne, izpovednosti.
Andrej Inkret (takratni član kulturne redakcije Dela) je filmu očital, da je izpustil pomemben element romana in sicer obsojenost ljudi na klanec, ter da je svoj interes našel v vizualnem jeziku, zaradi česar se tako pri zgodbi kot pri estetski razsežnosti ni mogel v celoti izraziti in je ostal nekje v sredi. Menil je, da film slovesu romana ne more ubežati in se vprašal, zakaj slovenski film še zmeraj potrebuje klasično literaturo.

## Izdaje na nosilcih
- Na klancu. videokaseta. Ljubljana : Andromeda, 2003